# Unteres Geysir-Becken

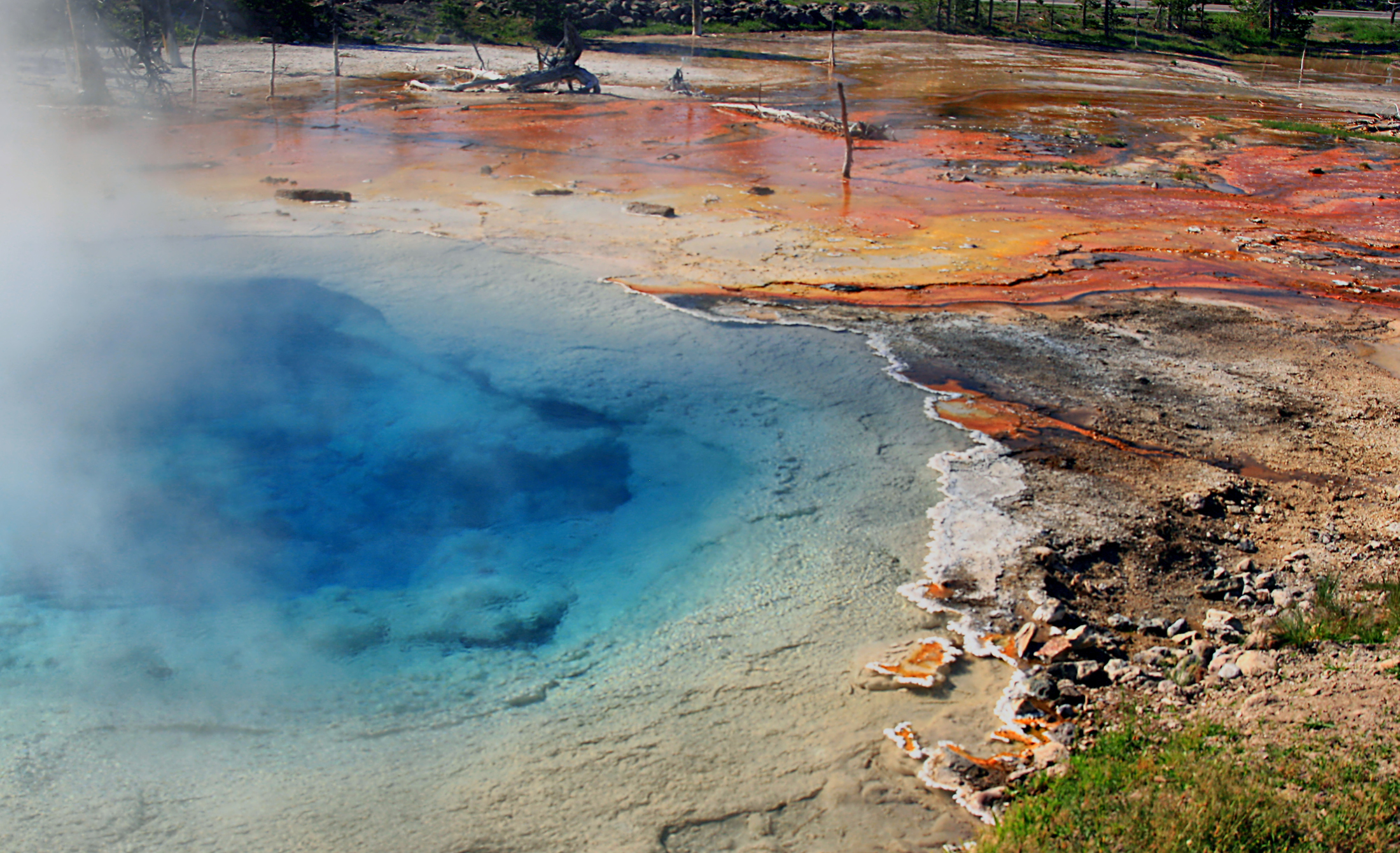
Silex-Quelle am Fountain Paint Pot

Das untere Geysir-Becken (englisch: Lower Geyser Basin) ist das flächenmäßig größte Geysirbecken des Yellowstone-Nationalparks (USA) mit einer Ausdehnung von etwa 11 Quadratmeilen (28 km²).
Es liegt im Teton County im Bundesstaat Wyoming, im zentralen Teil des Landes, 2900 km westlich der Hauptstadt Washington, D.C.
Das Klima ist boreal.
Die Durchschnittstemperatur beträgt −1 °C,
der wärmste Monat ist der Juli mit 16 °C, der kälteste der Dezember mit −15 °C.
Die durchschnittliche Niederschlagsmenge beträgt 401 Millimeter pro Jahr. Der nasseste Monat ist der Mai mit 51 Millimetern Regen, der trockenste der Juni mit 23 Millimetern.
Aufgrund seiner Größe liegen die geothermischen Erscheinungen hier nicht so konzentriert wie in den anderen Becken des Yellowstone-Nationalparks.
Zu diesen gehört der Fountain Paint Pot
mit etlichen Schlammtöpfen (daher auch Plural Fountain Paint Pots), d. h. heiße Quellen, die anstelle von Wasser kochenden Schlamm hervorbringen. Der Schlamm entsteht durch einen erhöhten Säuregehalt des Wassers, indem durch die heiße Säure umliegende Mineralien aufgelöst werden, wodurch sich der undurchsichtige, meist graue Schlamm bildet.
Zu den Geysiren im unteren Geysir-Becken gehören:
- der Great-Fountain-Geysir, dessen Eruptionen 30–61 m in die Luft reichen, während das Wasser in Wellen kaskadenartig seine Sinterterrassen hinunterstürzt.[8]
- die Fountain-Geysirgruppe (alias Fountain Paint Pot area)[9] mit dem Clepsydra-Geysir[10] (der fast ununterbrochen in eine Höhe von 14 m schießt),[11] dem Fountain-Geysir,[12] Jelly-Geysir, Jet-Geysir, Morning-Geysir und Spasm-Geysir
- die Pink-Cone-Geysirgruppe[13][14] mit dem Dilemma-Geysir, Labial-Geysir, Narcissus-Geysir, Pink-Geysir und Pink-Cone-Geysir
- die White-Dome-Geysirgruppe[15] mit Crack-Geysir, Gemini-Geysir, Pebble-Geysir, Rejuvenated-Geysir und White-Dome-Geysir
- sowie der Sizzler-Geysir.[16]

Weitere Geothermalquellen sind die Firehole Spring, der Celestine Pool, der Leather Pool, der Red Spouter, die Jelly Spring, die Silex Spring und einer Reihe von Fumarolen.
Von einigen der Thermalquellen wurden die mikrobiellen Gemeinschaften untersucht, u. a. von der Octopus Spring, dem [Lower] Culex Basin (im Nordosten des Beckens, durch die Porcipine Hills südlicherseits abgetrennt) und der Mushroom Spring (alias Mushroom Pool).

## Video- und Bildergalerie
- Fountain Paint Pots
- Ausbruch des Clepsydra-Geysirs (Juli 2019)
- Ausbruch des White-Dome-Geysirs

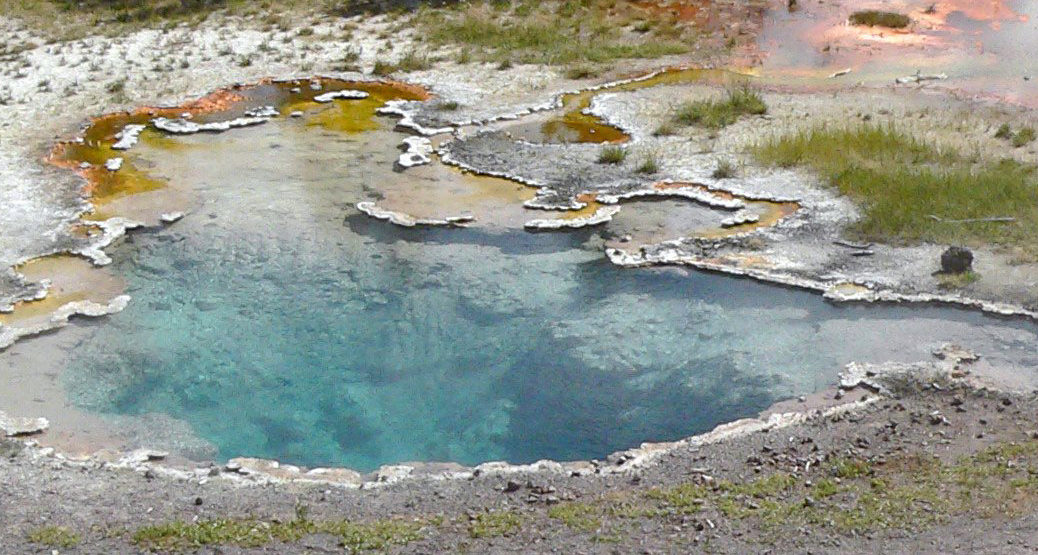
Oktopus-Quelle (en. Octopus Spring)
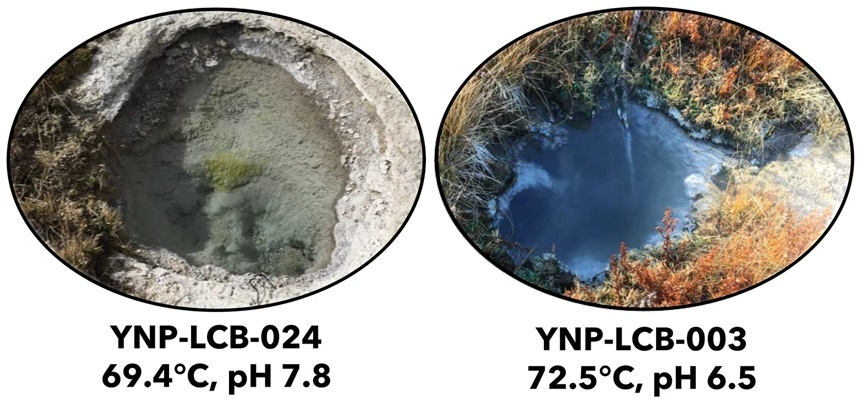
Zwei Quellen im Lower Culex Basin (LCB)